# Frente Ampla (Uruguai)
A Frente Ampla (em espanhol: Frente Amplio, FA) é uma coalizão eleitoral uruguaia de centro-esquerda à esquerda. Define-se como um grupo artiguista, populista, democrático, anti-oligárquico, anti-imperialista, antirracista e antipatriarcal. Dela fazem parte vários partidos políticos e organizações da sociedade civil.
A Frente Ampla foi fundada em 5 de fevereiro de 1971 na tentativa de eleger Líber Seregni à presidência da República. Com o golpe militar de 27 de junho de 1973, foi colocada na ilegalidade e reprimida, assim como os líderes que a formavam. Seu líder na época, Líber Seregni, chegou a ser preso.
Sua fundação sintetizou um processo de união de uruguaios estabelecido pelo Congresso do Povo, a unidade sindical formada por uma central sindical única que chegou à unidade política com a fundação da FA, a qual se define como uma coalizão e movimento e é composta por partidos, movimentos e grupos que atuam junto com toda uma rede de militantes agrupados em comitês de base e organizações departamentais.
Mais de trinta anos depois, já na democracia, elegeu Tabaré Vázquez para presidente do Uruguai. Após cinco anos de um governo popular, Vázquez elegeu seu sucessor, José Mujica. Em 2014, o próprio Vázquez foi eleito presidente novamente. Assim, a FA se manteve 15 anos no poder executivo no Uruguai. Em 2020, o partido deixou a presidência do Uruguai após a eleição de Luis Lacalle Pou, do Partido Nacional. Em 2024, retornou ao poder com a eleição de Yamandú Orsi.
Atualmente, a FA é formada pelo Movimento de Participação Popular, pelo Partido Socialista do Uruguai, pelo Partido Comunista do Uruguai, pela Assembleia Uruguai, pela Vertente Arteguista, pelo Partido Pela Vitória do Povo, pelos Seregnistas, pelo Espaço Social-Democrata Amplo, pela Liga Federal Frente-Amplista, pelo Partido Democrata-Cristão, pela União de Esquerda Republicana, pelo Agrupamento Braço Libertador, pela Corrente de Ação e Pensamento - Liberdade, pelo Partido Operário Revolucionário, pelo Partido Socialista dos Trabalhadores, pelo Compromisso Frente-Amplista, pelo Encontro Federal Arteguista, e pela federação partidária O Abraço.
Dentro dos grupos que compõem a FA, existem diferentes ideologias, como a social-democracia, o marxismo, o socialismo, o comunismo e, em menor medida, a democracia cristã e o liberalismo social, bem como alianças, frentes e espaços internos. Essa força política promove, por sua vez, um modelo de estado de bem-estar. Por meio de seus legisladores, a FA reconhece o direito à morte digna, ao aborto, ao matrimônio e adoção por pessoas do mesmo sexo e à mudança de nome nos documentos de transexuais.

## Resultados eleitorais

### Eleições presidenciais
| Data | Candidato(a)         | Vice                 | Votos     | %         | Votos     | %         | Resultado  |
| Data | Candidato(a)         | Vice                 | 1.º turno | 1.º turno | 2.º turno | 2.º turno | Resultado  |
| ---- | -------------------- | -------------------- | --------- | --------- | --------- | --------- | ---------- |
| 1971 | Líber Seregni        | Juan José Crottogini | 304.275   | 18,3%     |           |           | Não eleito |
| 1984 | Juan José Crottogini | José D'Elía          | 401.104   | 21,3%     |           |           | Não eleito |
| 1989 | Liber Seregni        | Danilo Astori        | 418.403   | 20,35%    |           |           | Não eleito |
| 1994 | Tabaré Vázquez       | Rodolfo Nin Novoa    | 621.226   | 30,6%     |           |           | Não eleito |
| 1999 | Tabaré Vázquez       | Rodolfo Nin Novoa    | 861.202   | 40,1%     | 982.049   | 45,9%     | Não eleito |
| 2004 | Tabaré Vázquez       | Rodolfo Nin Novoa    | 1.124.761 | 51,7%     |           |           | Eleito     |
| 2009 | José Mujica          | Danilo Astori        | 1.105.262 | 47,96%    | 1.197.638 | 54,63%    | Eleito     |
| 2014 | Tabaré Vázquez       | Raúl Sendic          | 1.134.187 | 47,81%    | 1.226.105 | 53,48%    | Eleito     |
| 2019 | Daniel Martínez      | Graciela Villar      | 949.376   | 40,49%    | 1.152.271 | 49,21%    | Não eleito |
| 2024 | Yamandú Orsi         | Carolina Cosse       | 1.071.826 | 46,12%    | 1.196.798 | 52,08%    | Eleito     |

### Eleições legislativas
| Data | Votos     | %      | Deputados | +/−     | Senadores | +/−  | Cl. |
| ---- | --------- | ------ | --------- | ------- | --------- | ---- | --- |
| 1971 | 304.275   | 18,3%  | 18 / 99   | Novo    | 5 / 30    | Novo | 3.º |
| 1984 | 401.104   | 21,3%  | 21 / 99   | 3       | 6 / 30    | 1    | 3.º |
| 1989 | 418.403   | 20,35% | 21 / 99   | Estável | 7 / 30    | 1    | 3.º |
| 1994 | 621.226   | 30,8%  | 31 / 99   | 10      | 9 / 31    | 2    | 3.º |
| 1999 | 861.202   | 40,1%  | 40 / 99   | 9       | 12 / 30   | 3    | 1.º |
| 2004 | 1.124.761 | 51,7%  | 52 / 99   | 12      | 17 / 30   | 5    | 1.º |
| 2009 | 1.105.262 | 47,96% | 50 / 99   | 2       | 16 / 30   | 1    | 1.º |
| 2014 | 1.134.187 | 47,81% | 50 / 99   | Estável | 15 / 30   | 1    | 1.º |
| 2019 | 949.376   | 40,49% | 42 / 99   | 8       | 13 / 30   | 2    | 1.º |
| 2024 | 1.071.826 | 46,12% | 48 / 99   | 6       | 16 / 30   | 3    | 1.º |